# Strathmore (California)
Strathmore es un lugar designado por el censo ubicado en el condado de Tulare en el estado estadounidense de California. En el año 2000 tenía una población de 2,584 habitantes y una densidad poblacional de 717.8 personas por km².

## Geografía
Strathmore se encuentra ubicado en las coordenadas 36°8′42″N 119°3′34″O / 36.14500, -119.05944. Según la Oficina del Censo, la ciudad tiene un área total de 3,6 km² (1,4 mi²), de la cual 3,6 km² (1,4 mi²) es tierra y 0 km² (0 mi²) 0.00% es agua.

## Demografía
Según la Oficina del Censo en 2000, los ingresos medios por hogar en la localidad eran de $25,156, y los ingresos medios por familia eran $27,917. Los hombres tenían unos ingresos medios de $22,188 frente a los $19,542 para las mujeres. La renta per cápita para la localidad era de $8,128. Alrededor del 30.4% de la población estaban por debajo del umbral de pobreza.